# Cesarianos
Cesarianos foi uma das duas facções que lutaram na Segunda Guerra Civil da República Romana entre 49 e 44 a.C.. Era um grupo constituído por líderes aristocráticos do Senado Romano e por comandantes do exército romano que apoiaram Júlio César, incluindo muitos de seus subrdinados. Seus adversários eram os pompeianos.
Muitos de seus membros eram antigos membros da facção dos populares da primeira guerra entre Mário e Sula.